# MH Alföldi ideiglenes alkalmi kötelék
Az MH Alföldi ideiglenes alkalmi kötelék (MH AIAK) katonai alakulat, egység, melyet a Magyar Honvédség meglévő állományából ideiglenes jelleggel különítettek ki és állítottak fel, Hódmezővásárhely központtal. Az alakulat állománya a helyi Zrínyi Miklós laktanyában települ. A déli országhatárok más szakaszainak ellenőrzését a MH Dunántúli ideiglenes alkalmi kötelék (MH DIAK) látja el.
Az alakulat feladata a 2015 év elejére rendszeressé váló illegális határátlépések miatt, szeptember 15-én kihirdetett válsághelyzet következményeként felállított déli határkerítés körzetének katonai felügyelete és a határsértések akadályozása. A területi ellenőrzés a Baja–Ásotthalom–Röszke határszakaszokon jelentős.
| név                   | eredeti alakulat                              | parancsnoki idő                     |
| --------------------- | --------------------------------------------- | ----------------------------------- |
| Apáti Zoltán ezredes  | MH Béketámogató Kiképző Központ parancsnoka   | 2015. február 15. – 2015. augusztus |
| Somogyi János ezredes | MH 5. Bocskai István Lövészdandár törzsfőnöke | 2015. augusztus – 2016. február 16. |
| Apáti Zoltán ezredes  | MH Béketámogató Kiképző Központ parancsnoka   | 2016. február 16. –                 |
| Drót László ezredes   |                                               | 2016. július –                      |
| Kiss Róbert ezredes   |                                               | 2016. szeptember –                  |